# 越光寶盒
《越光寶盒》，是劉鎮偉執導的喜劇電影，片名借記“月光寶盒”。於2010年3月18日上映。此片一貫劉氏的惡搞風格，電影惡搞了《鐵達尼號》（You Jump I Jump，砍斷手链，跳船等情节）、《赤壁》（火燒赤壁）、《功夫》、《長江7號》、《西遊記第壹佰零壹回之月光寶盒》等電影。

## 故事大綱
故事背景改寫自《西遊記第壹佰零壹回之月光寶盒》、《西遊記大結局之仙履奇緣》。玫瑰仙子很酷的在蘆葦河上輕舟而行，冷不防被一根大麻繩絆下水，原來是山賊清一色設陷阱打劫。清一色在玫瑰身上找到紫青寶劍，打算賣掉。清一色趁機想溜，至尊寶突出現，暗中爲清一色拔出紫青寶劍，玫瑰立刻認定清一色就是她等待的人。清一色看形勢不妙趕緊溜，玫瑰追，两人为躲避捉清一色的官兵，玫瑰用射出的竹剑制造鸟巢，既宣传了奥运精神又逃过了官兵的追捕，全力你追我趕。玫瑰仙子與清一色追逐至竹林遇上官兵，玫瑰仙子搭救愛郎，三方展開《十面埋伏》式的竹林大戰。《西遊記》的菩提老祖、二當家等一幫人窮追牛魔王至要牛用月光寶盒送他們回去本來的時空，清一色趁機跳入,誰知去了三國,捲入了出人意表的赤壁戰場,清一色立刻變成了蜀軍大將趙子龍,莫名其妙救了阿斗、跑錯軍營，遇見了三國時代一堆赫赫有名又少兩根筋的文官武將，与曹操斗智斗勇，逢凶化吉等一連串的搞笑事件。

## 演員表

### 主演
| 演員   | 角色                | 人物原型、介紹 |
| 鄭中基 | 清一色              | 本是一名很有前途的山贼，心地善良但自视甚高。好心搭救落难女子，却少不了顺手牵羊的职业习惯，结果遭致天大麻烦，不得已落荒而逃。慌不择路间又莫名被月光宝盒送往另一时空，迎接他的却是一场鸡飞狗跳且啼笑皆非的大战，和一场不期而至的奇妙姻缘。                 |
| 鄭中基 | 趙子龍              | 《赤壁》，被月光宝盒送往三國時期。 |
| 鄭中基 | 张紫仪              | 影射女星章子怡，只是同音不同字。 |
| 孫 儷  | 玫瑰仙子 粤配：朱薰 | 位列仙班却只羡鸳鸯，为求真爱紧追不舍。因天真而易受蒙蔽，虽始终未得想象中如意郎君待见却痴心不改。因情痴而更易成伤，花样百出，手段使尽，一路追逐而来，反遭多番敷衍和蒙骗。而即使闭锁痴心，真爱的信念仍令她屡屡向辜负她的男人施与援手，却只将情伤深埋心底。 |
| 黃 渤  | 周瑜                | 《赤壁》周郎美名天下传，贵为水军大都督，又有小乔相伴，联手亦敌亦友的诸葛亮，成功逆转了自己被气死的衰运。 |
| 黃 奕  | 小喬 粤配：葉璇     | 《赤壁》。周瑜妻子。 |
| 元 彪  | 劉備                | 《赤壁》。青梅煮酒，天下英雄曹刘。只是这英雄之名，此时恐怕还轮不到这位大耳鞋匠头上，固然人望无双，毕竟兵微将寡无处容身，只得多结外援共抗强曹。皇叔但凭脚下草鞋，焦头烂额之际临敌决断，将仁德行遍天下。                                                   |
| 方力申 | 關羽                | 《赤壁》。 |
| 樊少皇 | 張飛                | 《赤壁》。 |
| 郭德綱 | 曹操                | 《赤壁》。素有雄才伟略，一生却心性多疑，于是总在小问题上闹大笑话。不过话说回来，心机深沉方能多谋善略。只可惜曹公的谋略虽好却漏子太多，情意虽重却不得要领 。                                                                                              |
| 曾志偉 | 諸葛亮              | 《赤壁》。运筹帷幄决胜千里，天文地理计谋音律乃至接生，无不略懂。 |
| 劉鎮偉 | 菩提老祖            | 《西遊記第壹佰零壹回之月光寶盒》。历来惟一靠谱的神仙，却在这段不那么靠谱的故事里反倒显得愈加不靠谱。从被莫名拖进这场关于月光宝盒的追逐为止，就仍然在扮演着一直以来扮演的角色——救人解惑。然而即使换了时空物是人非，只有痴情解痴情。                       |

### 特別演出
| 演員   | 角色                   | 人物原型 |
| 朱茵   | 芷霞（紫霞仙子）、朱茵 | 《西遊記第壹佰零壹回之月光寶盒》。当年那段真挚爱情，成为仙界传奇。玫瑰仙子不但将紫霞视作偶像，更有样学样地独身下凡寻求姻缘。看到后辈重演自己的当年旧事，紫霞不知是该出手相助，还是该冷眼旁观。                   |
| 梁詠琪 | 西域大使               | 一个可以不断换皮的神秘西域女子。为了追求清一色，用西域大使的身份来到刘备军营之中。尺度大胆，为了诱惑清一色，花样百出、不择手段。                                                                                 |
| 鄧麗欣 | 西域大使妹妹           | 画皮。 |
| 蔡少芬 | 铁扇公主               | 《西遊記大結局之仙履奇緣》。美艳绝伦风华绝代，却屈居压寨夫人、更赶上当年的小三，如今已是天下传诵的爱情典范，这口气如何下咽。而今月光宝盒又重现世间，江湖上又有了当年对头的传言，同是走过了这些年的她又怎堪寂寞。 |
| 吳君如 | 厨师                   | |
| 鍾鎮濤 | 火炬官兵（竹林）       | 《十面埋伏》、李宁奥运圣火 |
| 梁小龍 | 火云邪神               | 《功夫》 |
| 元華   | 包租公                 | 《功夫》 |
| 元秋   | 包租婆                 | 《功夫》 |
| 于榮光 | 甘兴                   | 《赤壁》甘兴代表甘寧 |
| 江約誠 | 二当家盲炳             | 《西遊記第壹佰零壹回之月光寶盒》 |
| 田啟文 | 竹林感动官兵           | 《十面埋伏》 |
| 林子聰 | 夕阳武士               | 《西遊記大結局之仙履奇緣》。 |
| 李健仁 | 如花（猪扒）           | |
| 郭濤   | 华佗                   | 《赤壁》 |
| 沙溢   | 琦岩（夏侯将军副将）   | 《赤壁》 |
| 王學兵 | 牛魔王                 | 是知名反派，也是个有为的魔头，更是追求自由恋爱的真汉子，所以一世英名全都耗在了追小三与被夫人追上。当失而复得的月光宝盒又一次将一位美女摆在他的面前，而他那位最擅长煽风点火的夫人，此刻早已怒火难消。             |
| 鍾欣潼 | 孙尚香                 | 在《越光宝盒》中孙尚香与刘备并无缘，反而成了赵云的妻子。 |
| 徐嬌   | 小狄                   | 《长江七号》 |
| 吳京   | 守門兵長               | |
| 李力持 | 神秘人                 | 至尊寶、劇中稱他去美國並改名為青蜂俠之事。 |
| 梁漢文 | 守衛                   | 《赤壁》 |
| 唐文龍 | 吳兵                   | 《赤壁》 |
| 于濱   | 療傷士兵               | 《赤壁》 |
| 連晉   | 曹軍連大臣             | 《赤壁》 |
| 謝君豪 | 史密斯探員             | |

### 其他角色
| 演員     | 角色                                                         |
| 许晚秋   | 疗伤少女                                                     |
| 麦子善   | 独眼将军（曹军将领，因左眼与夏侯惇一样受伤，有可能是夏侯惇） |
| 譚耀文   | 夏侯将军（按照恶搞赤壁推测，极有可能是其原创人物夏侯隽）     |
| 花兒樂隊 | 曹军士兵                                                     |
| 元 奎    | 曹军将领                                                     |
| 林 雪    | Osim（傲勝牌按摩椅士兵）                                     |
| 行 宇    | 吴军操槍士兵                                                 |
| 趙志凌   | 吴军操槍士兵                                                 |
| 劉以達   | 小孩                                                         |
| 王祖藍   | 曹营侍卫                                                     |
| 陳凱師   | 哨牙珍                                                       |
| 李依曉   | 糜夫人                                                       |
| 张俪     | 刘备夫人甲                                                   |
| 艾夢萌   | 刘备夫人乙                                                   |
| 厲 娜    | 刘备夫人丙                                                   |
| 于謙     | 手语老师                                                     |

## 主题歌
| 曲別   | 歌名               | 演唱 |
| ------ | ------------------ | ---- |
| 主題曲 | 《天上没有乌云盖》 | 羽泉 |

## 拍攝日程
- 2009年7月19日：正式在寧夏開機。[1]
- 2009年8月19日：正式在寧夏殺青，展開後期製作。[2]

## 外部連結
- 開眼電影網上《越光寶盒》的資料（繁體中文）
- 香港影庫上《越光寶盒》的資料（繁體中文）
- 豆瓣电影上《越光寶盒》的資料 （简体中文）
- 时光网上《越光寶盒》的資料（简体中文）
- AllMovie上《越光寶盒》的资料（英文）
- 爛番茄上《越光寶盒》的資料（英文）
- 互联网电影数据库（IMDb）上《越光寶盒》的资料（英文）